# 蘇希波蒂克
48°59′41″N 23°15′22″E / 48.99472°N 23.25611°E

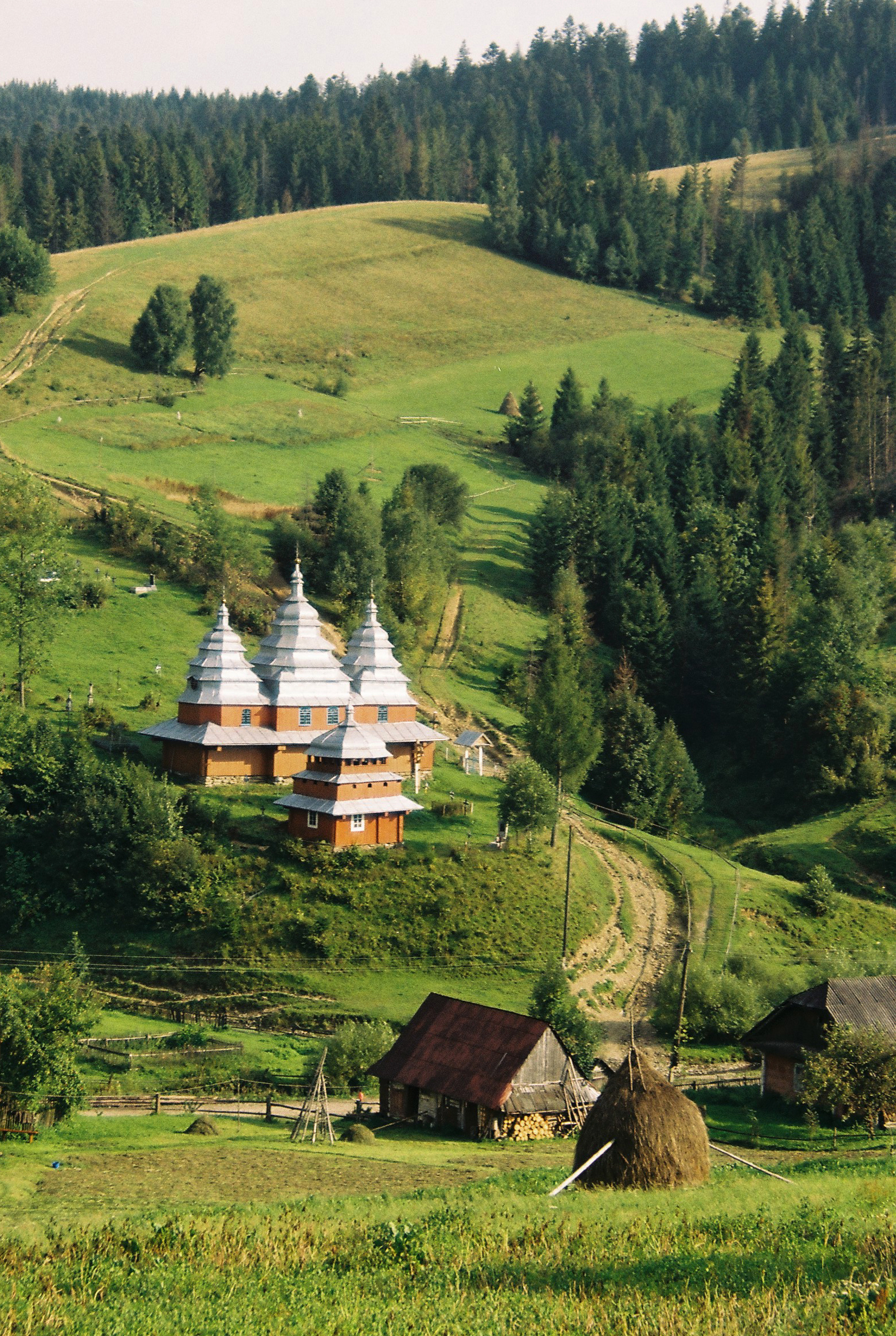
教堂

蘇希波蒂克（烏克蘭語：Сухий Потік），是烏克蘭的村庄，位於該國西部利沃夫州，由斯特雷區科焦瓦市鎮負責管轄，始建於1591年，面積0.33平方公里，海拔高度782米，2001年人口97，人口密度每平方公里293.94人。